# Jean Collas
Jean Collas (ur. 3 lipca 1874 w Paryżu, zm. 30 grudnia 1928 w Asnières-sur-Seine) – francuski rugbysta, olimpijczyk, zdobywca złotego medalu w turnieju rugby union i srebrnego w przeciąganiu liny na Letnich Igrzyskach Olimpijskich w 1900 roku w Paryżu, mistrz Francji w 1900 i 1902 roku.
W randze sierżanta walczył w I wojnie światowej.

## Kariera sportowa
W trakcie kariery sportowej reprezentował klub Racing Club de France, z którym zdobył tytuł mistrza Francji w 1900 i 1902 roku.
Ze złożoną z paryskich zawodników reprezentacją Francji zagrał w turnieju rugby union na Letnich Igrzyskach Olimpijskich 1900. Wystąpił w obu meczach tych zawodów, w których Francuzi pokonali 14 października Niemców 27–17, a dwa tygodnie później Brytyjczyków 27–8. Wygrywając oba pojedynki Francuzi zwyciężyli w turnieju zdobywając tym samym złote medale igrzysk.
Podczas tych igrzysk 16 lipca wziął również udział w zawodach w przeciąganiu liny, w których francuska drużyna zdobyła srebrny medal przegrywając z mieszanym zespołem szwedzko-duńskim.